# Compostela Valley

Prowincja Davao de Oro na mapie Filipin

Davao de Oro – prowincja na Filipinach, położona we wschodniej części wyspy Mindanao.
Od południa granicę wyznacza Zatoka Davao, od zachodu prowincja Davao del Norte, od północy prowincja Agusan del Sur, od wschodu prowincja Davao Oriental. Powierzchnia: 4479,77 km². Liczba ludności: 637 366 mieszkańców (2007). Gęstość zaludnienia wynosi 142,3 mieszk./km². Stolicą prowincji jest Nabunturan.